# Nortel
 (janvier 2018).
Nortel Networks ou Nortel est une ancienne entreprise du secteur des télécommunications dont le siège social se trouvait à Toronto au Canada. Jusqu'en 2009, elle fournissait du matériel, des logiciels et des services pour les réseaux de télécommunications des opérateurs et les réseaux informatiques des entreprises dans plus de 150 pays.
En janvier 2009, elle a entamé une importante restructuration, dont la vente de la quasi-totalité de ses actifs à Ericsson, Avaya, Ciena et Genband pendant le 2e semestre 2009. Les transactions sur son titre ont été suspendues en juin 2009, car il valait moins de 1 USD.
Avant son dépôt de bilan en 2009, la société était cotée en Bourse à Toronto et à New York. En 2007, elle avait enregistré un chiffre d'affaires de 10,948 milliards de dollars US, ce qui la situait tous segments confondus parmi les dix premiers équipementiers à l’échelle mondiale. Ce chiffre d'affaires a décru à 7,62 milliards $ en 2008 puis à 2,80 milliards $ en 2009.

## Nom de la société et son évolution
Les origines de la société remontent à 1895 lorsque l'opérateur Bell a créé une filiale baptisée Northern Electric and Manufacturing Company Limited pour y accueillir ses activités de fabrication d'équipements au Canada. Par la suite, sa raison sociale a changé à plusieurs reprises à la faveur de rapprochements avec d'autres entreprises, de son internationalisation et de changements dans la composition de l'actionnariat:
- Northern Electric Company Limited en 1914 (après la fusion avec la Imperial Wire and Cable Company)
- Northern Telecom en 1976 (à partir de 1971 pour certaines filiales à l'international, notamment aux États-Unis).
- Nortel Networks à partir d'avril 1999[6] (changement de nom après la fusion avec Bay Networks)

En 2007, selon son rapport d'activités, la société-mère s'appelle formellement Nortel Networks Corporation, ou NNC. Elle a été constituée juridiquement au Canada le 7 mars 2000. Il est parfois fait référence à Nortel Networks Limited, ou NNL, société canadienne constituée en 1914 (ex Northern Electric Company Limited), qui est sa principale filiale en exploitation. Le groupe était aussi connu sous sa marque commerciale, qui a suivi une évolution similaire et qui est simplement Nortel.

## Histoire

### Les origines de la société: les premiers réseaux téléphoniques
L’histoire de la société prend son origine au Canada il y a plus d’un siècle après l’invention du téléphone par Alexander Graham Bell. Celui-ci dépose son brevet mais ne parvient pas à trouver d'investisseurs prêts à acheter ses droits. Avec quelques associés, il constitue la Bell Telephone Company, ancêtre de la compagnie AT&T, pour déployer et exploiter un réseau téléphonique aux États-Unis. De même, il constitue la Bell Telephone Company of Canada, filiale de la compagnie américaine et ancêtre de l'opérateur télécoms actuel Bell Canada. La société que l’on connaît aujourd’hui sous le nom de Nortel doit son existence à la législation de l’époque sur les brevets qui obligeait à fabriquer soi-même ou à faire fabriquer sur le territoire canadien tout objet protégé par des brevets.
- 1874 – Alexander Graham Bell expose le principe du téléphone à son père, Alexander Melville Bell, à Brantford en Ontario ;
- 1877 – le bureau canadien des brevets octroie un brevet d'invention pour le téléphone à Alexander Graham Bell ; l'inventeur cède 75 % des droits canadiens du brevet à son père Melville qui met sur pied la première entreprise de téléphonie canadienne ;
- 1879 – Comme Melville Bell veut se départir de son entreprise naissante et qu’aucune compagnie canadienne n’est intéressée par l’entreprise, Melville Bell vend son entreprise et les droits canadiens reliés au brevet d'invention du téléphone au National Bell Telephone de Boston.

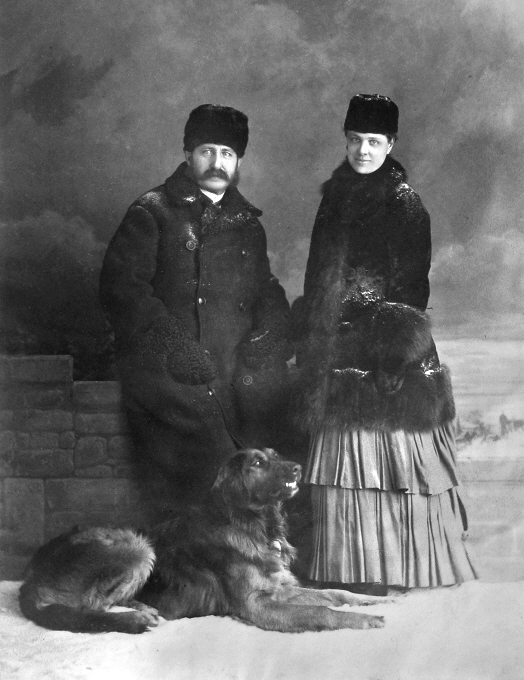
Charles Fleetford Sise, sa femme et son chien, à Montréal, 1884

- 1880 – Charles Fleetford Sise est envoyé à Montréal pour prendre la direction de la Bell Telephone Company of Canada, qui était alors une très petite entreprise. Le personnage a de grandes visées pour l’expansion de la téléphonie et veut étendre les activités téléphoniques à travers tout le Canada. American Bell ne détient qu’une minorité de contrôle dans l’actionnariat de la compagnie de téléphone naissante, mais l’approvisionnement de cette dernière est alors très dépendant de productions de téléphones réalisées aux États-Unis par Charles Williams, associé de Melville Bell. Or, la législation canadienne oblige à fabriquer sur le territoire national tout objet protégé par des brevets. De plus, les importations de téléphones américains sont frappées par des droits de douane élevés. Enfin, les fabricants américains se trouvent dépassés par la demande sur leur propre marché et ont tendance à négliger leurs clients canadiens. Un quincaillier dénommé James H. Cowerd est envoyé en formation à Boston. Salarié de Williams, c’est lui qui pendant quelques mois supervisera l’assemblage sur place au Canada de quelque 2 398 téléphones. Les pièces détachées sont fabriquées à Boston[7].
- 1881 – Aux États-Unis, American Bell acquiert les brevets de la société de Charles Williams et prend le contrôle du capital de Western Electric. Les deux sociétés fusionnent l’année suivante en gardant le nom de Western Electric[7].
- 1882 – Au Canada, James H.Cowerd décède de la tuberculose. L’approvisionnement de la compagnie de téléphone s’en trouve désorganisé. Charles Fleetford Sise, redoutant que sa société ne perde ses droits sur les brevets, tente de trouver un autre fournisseur local. En vain. Après quelques mois, il écrit à sa direction à Boston : « Nous ferions mieux de faire ce travail au sein de la maison. Nous avons un ou deux employés très compétents qui pourraient s’en charger ». Il loue deux étages dans un immeuble de Montréal et met sur pied un atelier chargé de fabriquer en série (et non plus seulement d’assembler) des téléphones à magnéto, dit téléphones « blake ». L’équipe, salariée par la compagnie canadienne, est encore très modeste et les pièces détachées continuent pour parties à être importées des États-Unis[7]. Nommée Mechanical Department, cette équipe deviendra The Northern Electric and Manufacturing Company en 1895, puis sera renommée Northern Electric, Northern Telecom, Nortel Networks et finalement Nortel.
- 1885 – En début d’année, certains brevets de la holding américaine deviennent caducs, la compagnie n’ayant pas été en mesure de réaliser entièrement sa production sur le territoire canadien. Charles Fleetford Sise souhaite augmenter la production locale et pour cela acquiert de nouveaux locaux pour son usine, baptisée division Northern Electric and Manufacturing, qui emploie maintenant une cinquantaine de personnes. À partir de cette date, les équipements de téléphone utilisés par Bell et d’une manière générale par les compagnies de téléphone au Canada seront en grande majorité d’origine canadienne[7].
- 1888 – Relations crispées entre Western Electric et Bell Telephone. La première propose aux compagnies concurrentes de la seconde dans les provinces maritimes des équipements pour centraux importés à des prix inférieurs. Bell riposte en consultant des sociétés allemandes et anglaises pour son approvisionnement en câbles. Western Electric restreint l’accès à certains brevets que Bell cherchait à obtenir à conditions avantageuses. American Bell doit intervenir en 1892 pour trouver un accord[7].
- 1895 – Le marché national du téléphone canadien est en pleine expansion mais il n’a pas la taille suffisante pour rendre profitable une activité de production mono-produit. Bell cherche à diversifier ses revenus en fabriquant des équipements électriques et de grande consommation (radios, phonographes, bornes d’appel de la police et des pompiers…). Afin de se couvrir légalement, la société décide de filialiser la division Northern Electric and Manufacturing qui devient Northern Electric en 1895. Bell détient 93 % de cette société[7].
- 1899 – Bell rachète une entreprise de fabrication de câbles téléphoniques, cordons de téléphones et bobines électriques, dénommée Wire and Cable Company. Le développement des activités industrielles canadiennes a pour incidence de diminuer les achats de Bell auprès de la compagnie américaine Western Electric. Cette dernière obtient après de difficiles négociations de pouvoir rentrer à hauteur de 40 % dans le capital de Wire and Cable Company en 1901 et également à 40 % dans Northern Electric en 1906[7].

### L’âge industriel: augmentation de la télédensité au Canada
| Pays       | Abonnés   | Tél. / 100 hab. |
| ---------- | --------- | --------------- |
| États-Unis | 9 542 000 | 9,7 %           |
| Canada     | 500 000   | 6,5 %           |
| Suède      | 233 000   | 4,1 %           |
| Suisse     | 97 000    | 2,5 %           |
| Allemagne  | 1 428 000 | 2,1 %           |
| Belgique   | 65 000    | 0,9 %           |
| France     | 330 000   | 0,8 %           |

Durant la période précédente, le système téléphonique est rudimentaire. Les capitaux sont rares. Le téléphone est un phénomène urbain, réservé surtout aux entreprises, aux administrations et à une certaine élite. Durant la période qui commence, le téléphone atteint la maturité (automatisation des centraux, progrès dans les techniques de transmissions sur les longues distances) et devient un service public de plus en plus accessible.
- 1905 – Premiers centraux téléphoniques privés pour les entreprises, ancêtres des PABX, fabriqués par Northern Electric (modèles 101 et 102)[7].
- 1910 –  Northern Electric commence à déposer en son nom tous les brevets canadiens de Western Electric relatifs à la fabrication.
- 1911 –  Western Electric, qui est alors le principal constructeur de matériel téléphonique dans le monde, obtient de pouvoir faire passer sa participation dans Wire and Cable Company à 42 % et dans Northern Electric à 45 %[7].
- 1914 –  Wire and Cable Company est rebaptisée Imperial Wire and Cable Company en 1911, puis fusionne en 1914 avec Northern Electric. De 1914 à 1957, Western Electric détient 44 % de participation dans le nouvel ensemble qui conserve le nom de Northern Electric. Construction d’une nouvelle usine à Montréal, une ville industrielle dans la ville, qui regroupe toutes les activités de production de Northern Electric jusque dans les années 1950, avec plus de 10 000 salariés à son apogée[7].
- 1916 – Les moyens de production de Northern Electric sont mis au service de l’effort de guerre. L’usine de Montréal fabrique du matériel d’armement, des lampes de signalisation, des périscopes, des émetteurs-récepteurs[7].
- 1920 –  Northern Electric rachète la Canadian Automatic Electric, une entreprise pionnière dans le développement de centraux automatiques
- 1929 – Krach boursier à Wall Street, marquant le début de la Grande Dépression des années 1930. La perte de confiance due à la crise boursière affecte la consommation et la production industrielle, entraînant le chômage et la ruine pour de nombreuses familles. Au Canada, certaines compagnies de téléphone comme Bell tentent dans un premier temps de maintenir leurs investissements, mais, très vite, elles doivent elles aussi couper le service aux abonnés, couper les budgets et licencier. Alors que le nombre de lignes téléphoniques ne cessait de croître durant les années d’après guerre, il recule de près de 15 %. Le chiffre d‘affaires de Northern Electric s’effondre, passant de 34 millions de dollars en 1930 à 8,2 millions en 1933. La charge de l’entreprise représente à peine 13 % de sa capacité de production. Le nombre de salariés passe de 6.100 à 2.400 durant la même période. Les salariés non affectés connaissent le chômage partiel avec parfois seulement deux jours de travail payés par semaine.
- 1932 – Les centraux automatiques de Northern Electric sont mis en service dans le Réseau Téléphonique Trans-canadien (RTT), couvrant Toronto, Montréal, Québec, Hamilton et Windsor. Le RTT est le premier réseau trans-continental canadien construit à l’initiative de sept compagnies de téléphone. Avec 6 800 km de câbles en cuivre, près de 185 000 poteaux, des conditions climatiques extrêmes dans certaines régions, ce programme a permis de desservir de nombreuses localités isolées et a été un facteur d’unité dans l’histoire du Canada. Auparavant les communications longue distance passaient en majeure partie par des circuits aux États-Unis[7].
- 1941 – Pendant la deuxième guerre mondiale, 90 % de la production du groupe canadien est à vocation militaire. Northern Electric assure la fabrication du système TSF no 19 qui joue un rôle important dans le système de communications des alliés. Après la signature par le président Roosevelt de la loi de prêt-bail autorisant le prêt et la location de matériel militaires aux « nations amies », ces systèmes de transmission sont également livrés à l’URSS. Les chars de combat et les avions des forces britanniques sont équipés en grande partie avec du matériel radio produit par Northern Electric. L’usine de Montréal fabrique des obus, des fusées et surtout des équipements pour les radars. La division électronique connaît de ce fait un essor considérable employant près de 2 000 personnes sur un effectif total de 8 800 salariés. Northern contribue également à l’organisation de l’approvisionnement en matériel électrique.

### 1956: la marche vers l'indépendance technologique

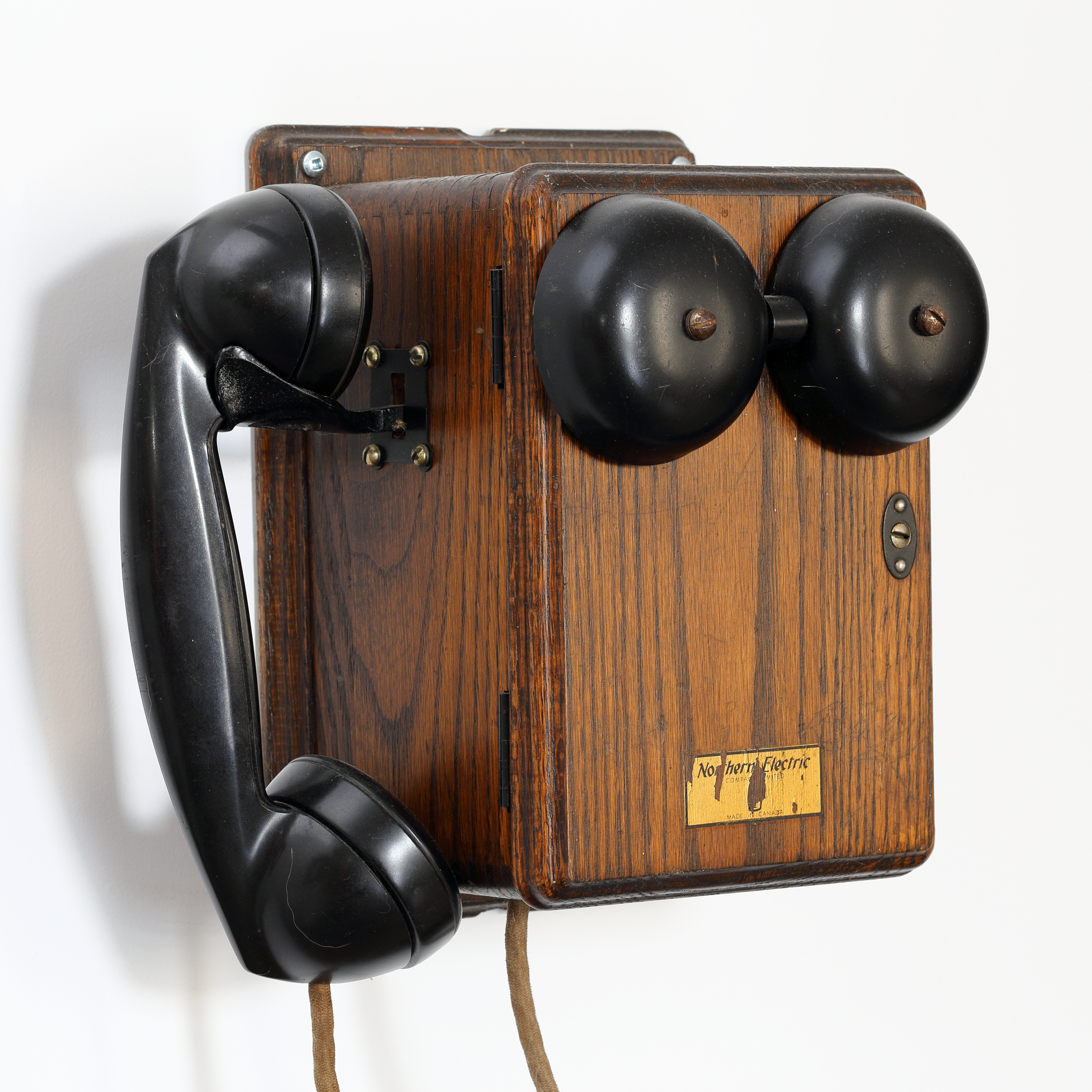
Le téléphone N415H de Northern Electric (Nortel), vers 1950.

Durant la période précédente, les équipements fabriqués par la société sont majoritairement basés sur des principes de conception et des procédés couverts par des licences appartenant à des sociétés américaines, notamment Western Electric la branche manufacturière de l’opérateur AT&T. À partir de 1956, sous la pression des autorités de régulation Américaines, AT&T et Western Electric revoient les conditions commerciales proposées aux entreprises partenaires. L'accès aux informations technologiques de Western Electric et des Bell Labs devient plus difficile. Northern Electric investit dans la recherche industrielle pour développer ses propres produits et réduire sa dépendance vis-à-vis de technologies sous licence.
- 1947 – Ouverture d’une usine à Belleville en Ontario qui accueille la production non téléphonique et ce qui reste de la production militaire de Northern Electric. Une petite équipe d’ingénieurs, dans les années 1950, dans le cadre d’un projet commun Canada-États-Unis, participent à la mise au point de stations radar de détection lointaine pour contrer la menace aérienne soviétique contre l’Amérique du Nord. À partir de 1951, des ingénieurs sont envoyés en formation sur les semi-conducteurs chez AT&T aux États-Unis. Ainsi se constitue un embryon de recherche chez Northern Electric[8].
- 1949 – Action antitrust aux États-Unis contre le monopole d'AT&T. La société mère du Bell System, qui combine à la fois activités opérateur et équipementier, est menacée de démantèlement. Le groupe américain concentre ses efforts pour tenter de préserver son monopole sur son marché intérieur. La domination de Western Electric dans sa relation avec les partenaires canadiens diminue. Des accords sont signés avec Northern conduisant à une forte hausse des redevances pour échange d’information (2,5 % du chiffre d’affaires du canadien), mais hausse compensée par l’exemption de droits sur les ventes sous licences effectuées à Bell plus quelques autres restrictions. Globalement les canadiens y trouvent leur intérêt. Leurs conditions sont nettement plus favorables que celles accordées aux compagnies américaines du Bell System. Dans ces conditions, rapatrier la R&D au Canada n’est pas encore un débat d’actualité chez Northern[8].
- 1956 – Les choses changent avec la signature d'un accord à l’amiable (Consent Decree (en)) entre le ministère de la Justice américain et AT&T qui limite les activités de ce dernier au système téléphonique national et aux services gouvernementaux. Le décret impose à AT&T et sa branche équipements Western Electric d’accorder les mêmes conditions commerciales à tous ceux qui en feraient la demande. Cet accord signifie la fin de la position avantageuse dont bénéficiait jusque-là Northern Electric. L’accès aux informations technologiques devient plus difficile. Le canadien décide d’investir dans la recherche industrielle pour développer ses propres produits. Parallèlement, Western Electric se retire du capital de Northern Electric. Ces changements s’effectuent progressivement sur plusieurs années[8].
- 1957 –  Création de la division R&D de Northern dont les laboratoires sont progressivement regroupés à Ottawa. Ils commencent par développer un commutateur rural d’une capacité de 600 lignes, baptisé SA-1, basé sur une technologie électromécanique à barres croisées (cross-bar) à partir de plans des systèmes japonais C2 et C3 obtenus auprès de NTT. Dans les années 1960, Northern en produira plus d’un millier d’unités qui seront déployées au Canada et exportées dans quelques pays européens. Parallèlement, depuis 1955, Northern continue à fabriquer les systèmes cross-bar no 5 de Western Electric d’une capacité de 25 000 lignes pour les zones urbaines[8].
- 1958 – Northern Electric met en œuvre la route hertzienne trans-continentale Trans-Canada Skyway. Il s’agit pour l’époque du réseau de transmission micro-ondes le plus étendu au monde couvrant une distance de 6 200 km et comportant 139 stations.
- 1962 – Northern Electric devient une filiale en propriété exclusive de l'opérateur Bell Telephone Company of Canada après que celui-ci a acheté les dernières parts de Western Electric[8]
- 1964 – Mise en place de partenariats avec des universités canadiennes qui participent à la formation d’étudiants et d’ingénieurs en activités. La canadianisation de la recherche en télécommunications est bien avancée[8].
- 1966 – Northern Electric publie le premier rapport de recherches qui examine la possibilité d'utiliser la fibre pour transporter de l'information.
- 1967 – Création de Northern Electric Telekomunikas AS (NETAS), entreprise mixte détenue à 49 % par Northern et le reste par l’opérateur principal en Turquie. Une usine est ouverte à Istanbul qui fabrique sous licence des centraux téléphoniques. C’est historiquement la toute première fois que Northern Electric s’aventure hors du Canada[8].
- 1968 – Début de l’expérimentation à Ottawa du SP-1, un central téléphonique à commande par programme enregistré, basé sur une matrice de commutation dite « spatiale ». Il s’agit du premier commutateur électronique disponible en Amérique du Nord sur le segment de 2 000 à 20 000 lignes. Il sera déployé au Canada et aux États-Unis de 1971 à 1978. Il s’agit surtout du tout premier commutateur conçu de bout en bout au Canada[8].

### 1971: le pari du numérique permet à Northern de percer sur le marché US
Après avoir fait ses premières armes avec le commutateur SP-1, Northern Telecom lance le développement d’une gamme complète de commutateurs entièrement numériques pour les entreprises (SL-1) et pour les opérateurs (DMS). Le pari de Northern est audacieux car à cette époque beaucoup de compagnies tablent plutôt sur la technologie concurrente dite spatiale et ne voient pas l’arrivée à maturité de la technologie numérique avant les années 1980.
Le marché intérieur canadien ne suffit pas pour rentabiliser de tels investissements en R&D. Il faut désormais trouver de nouveaux marchés à l’international. Les regards se tournent naturellement en premier vers les États-Unis où se trouvent la moitié du parc mondial de lignes téléphoniques. Après avoir grandi en tant que sous-traitant docile de AT&T (ex Western Electric), Northern va prendre l’avantage sur son ancien maître sur son marché domestique. Le canadien utilise une innovation de rupture – la commutation numérique – et profite de changements règlementaires – l’ouverture du marché longue distance puis le démantèlement d’AT&T – pour devenir un acteur incontournable aux États-Unis. Le canadien se situe au premier rang dans la numérisation des réseaux, une tendance qui va se généraliser partout à travers le monde tout au long des années 1980 et 1990.
- 1971 – Création des laboratoires Bell-Northern Research ("BNR") (en). Propriété commune de Bell Canada à 51 % et de Northern Electric à 49 %, ils constituent le plus important organisme de recherche et développement indépendant au Canada. Sur la base d’études menées depuis 1968, BNR a pour vision stratégique de développer une famille de commutateurs entièrement numériques comme alternative plus économique aux systèmes de commutation électromécaniques analogiques ou spatiaux employés jusque-là. C'est l'initiative « Digital World ».
- 1971 – John Lobb, ancien patron de ITT pour l’Amérique du Nord, prend la tête de Northern Electric. Il va renforcer l’internationalisation de la société : « Je leur ai dit que j’étais d’accord pour devenir Président à condition qu’ils veuillent attaquer le marché américain et aussi à condition qu’ils finissent par faire de Northern une entreprise publique au lieu d’une filiale exclusive de Bell »[8].
- 1971 –  Création en fin d’année de la filiale américaine baptisée Northern Telecom Inc (NTI) car le nom Northern Electric était déjà pris aux États-Unis. En 1976, la maison mère choisira de se rebaptiser elle-même Northern Telecom. NTI commence par tisser des liens avec les opérateurs indépendants (IOC). Il s’agit d’opérateurs non liés au Bell System, présents principalement dans les collectivités locales en milieu rural, de petite taille mais très nombreux (plusieurs milliers), et qui entrent alors dans un cycle de renouvellement de leurs équipements téléphoniques. Ce seul marché représente plus du double du marché canadien. Le concurrent américain AT&T a préféré se concentrer sur le développement de centraux basés sur la technologie spatiale, de grande capacité (no 1 ESS et no 4-ESS). Un boulevard se présente donc devant Northern qui va développer pour ces opérateurs des centraux innovants, le DMS-10.

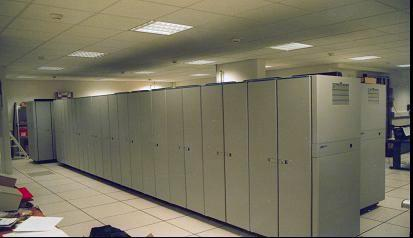
À partir des années 1970, notamment avec le DMS, Nortel se métamorphose et devient un acteur sur la scène mondiale des télécoms. Entièrement numérique, très robuste, ce commutateur a été déployé sous toutes les latitudes dans plus de 73 pays. Le parc installé représente plus de 220 millions de lignes

- 1975 – Aboutissement de l'initiative «Digital World» avec le lancement commercial d’un PABX entièrement numérique, capable de répondre aux besoins des entreprises grandes et moyennes, baptisé SL-1, prédécesseur du Meridian-1[8].
- 1976 – Northern annonce le DMS (Digital Multiplexing System), une gamme complète de commutateurs numériques pour les opérateurs, capables de remplacer avantageusement plusieurs types de commutateurs électro-mécaniques mis au point par les ingénieurs d'AT&T plusieurs décennies auparavant. Northern Telecom possède alors une avance de deux ou trois ans sur ses principaux concurrents. Le DMS-10, qui intéresse les opérateurs indépendants américains « IOC », est le premier à entrer en service à Disney World en Floride en octobre 1977. Le DMS-200 est lancé en janvier 1979 avec l’ouverture à la concurrence réglementée du marché longue distance[9], le DMS-100 (local) en septembre 1979, le DMS-100/200 (local/inter-urbain) en juin 1980, le DMS-300 (international) en septembre 1981, le DMS-250 (services spécialisés et services aux entreprises) en mai 1982[8].
- 1979 – La société a ouvert 25 usines et elle emploie 13 000 personnes aux États-Unis. Elle achète ou prend des participations dans diverses sociétés américaines (semi-conducteurs et sous-systèmes divers)[8].
- 1982 – Démantèlement du Bell System sous la pression des autorités de régulation Américaines. Près de 90 % du marché américain est ouvert à la concurrence. Les ventes de Northern aux sept compagnies régionales de téléphone (RBOC), devenues indépendantes les unes des autres et indépendantes d'AT&T, dépassent très rapidement celles réalisées avec les opérateurs indépendants (IOC). Northern Telecom devient l'un des deux plus importants fournisseurs et contrôle près de 43 % du marché de la commutation publique dans ce pays[10].
- 1983 – Les ventes de Northern aux États-Unis dépassent pour la première fois celles réalisées au Canada[8]. La société ouvre des laboratoires aux  États-Unis dans la Silicon Valley en 1975, dans le Research Triangle Park en Caroline du Nord et à Richardson au Texas dans les années 1980.

La participation de Bell Canada dans le capital de Northern Telecom baisse graduellement : près de 100 % en 1962, 90,1 % en 1973, 89,9 % en 1974, 69,2 % en 1975, 61 % en 1978, 54,5 % en 1979, 53,4 % en 1983. En Janvier 2000, la holding BCE rétrocède une dernière participation d’environ 37 % dans Nortel Networks à ses porteurs d’actions ordinaires. Au terme de cette opération, qui ressemble à celle réalisée en 1996 par l’opérateur américain AT&T avec l’équipementier Lucent, BCE ne conserve qu’une participation d’environ 2 % dans Nortel. 118 ans après avoir été sa branche industrielle, Nortel est ainsi devenue une entreprise multinationale totalement indépendante.

### 1980: expansion géographique et diversification sectorielle
Les ventes aux États-Unis et au Canada ont longtemps représenté l’essentiel du chiffre d’affaires du groupe. Après le succès rencontré aux États-Unis, Northern Telecom poursuit son expansion internationale en Amérique Latine, en Europe et en Asie, en accompagnant les états dans leurs programmes de modernisation des réseaux (accroissement de la télé-densité, numérisation, nouveaux services) et/ou d’ouverture progressive des marchés télécoms à la concurrence. Des filiales et/ou des alliances avec des groupes locaux puissants sont créées dans les principaux pays. Le marché des centraux téléphoniques numériques ne va pas durer éternellement. Aussi, la société investit sur les marchés les plus porteurs des télécoms  - les radiocommunications mobiles et les transmissions de données par paquets - avec la création de laboratoires spécialisés aux États-Unis et en France.
- 1976 – Ratification de la norme X.25 par le CCITT. Les commutateurs en mode paquet Northern SL-10 (plus tard connus sous le nom de DPN) sont déployés la même année dans le nouveau réseau DATAPAC de Bell. Deux ans plus tard, la Deutsche Bundespost retient ces mêmes commutateurs pour équiper son propre réseau de commutation de paquets (DATEX-P), suivie par les opérateurs publics en Suisse, en Autriche, au Portugal, en Irlande, à Hong Kong, par les sept opérateurs régionaux en Amérique ainsi que par de très nombreuses entreprises privées : la Société générale de Belgique, la Réserve fédérale des États-Unis, la Barclays Bank, le réseau mondial SWIFT chargé des transferts de fonds inter-bancaires, etc.
- 1983 – Premiers commutateurs numériques DMS déployés en République populaire de Chine. Première utilisation au niveau mondial de la modulation d'amplitude en quadrature à 64 états (QAM-64) dans les systèmes micro-ondes radio, permettant le transport d’un volume d’information plus important au sein d’une bande de fréquence donnée.
- 1983 – Ouverture de laboratoires de R&D et du siège européen au Royaume-Uni, premier pays en Europe à ouvrir son marché télécoms à la concurrence
- 1985 – Northern Telecom investit au Japon, considéré alors comme l’un des marchés les plus restrictifs aux groupes étrangers, et devient la première entreprise canadienne cotée en bourse à Tokyo, le premier fournisseur étranger de NTT en commutation privée (PABX) et en commutation publique (livraison de 750 centraux téléphoniques DMS-10)[8].
- 1987 – Prise de participation de 27 % dans le capital du groupe britannique STC Plc. (en), un des fournisseurs attitrés de l’opérateur BT et de quelques autres opérateurs historiques en Europe. STC a trois activités principales : les transmissions optiques, les câbles sous-marins, les systèmes de communications mobiles. En 1990, Northern Telecom en prend le contrôle dans le cadre d’une OPA de 2,6 milliards de dollar US[8].
- 1988 – Début de la commercialisation du Norstar, un système de communications numérique intégré pour les PME (téléphonie, messagerie unifiée, centre d’appels…) qui sera vendu à près d’un million d’entreprises[12]. Northern Telecom investit en France sur le marché des autocommutateurs numériques. Mais c'est surtout dans les réseaux mobiles avec le groupe Lagardère que Northern Telecom va investir en France.
- 1989 – Northern Telecom annonce le lancement d’une nouvelle gamme de systèmes de transmission opto-électronique basés sur la norme SONET/SDH. Ces systèmes sont déployés par Bell à Montréal en 1990 et dans le premier réseau optique transcanadien, plus rapide et plus économique que les systèmes de transmission sur câbles en cuivre employés précédemment. C'est l'initiative “Fiber World”.
- 1990 – Contrat important avec le réseau privé SITA (Société Internationale de Télécommunications Aéronautiques), coopérative regroupant plus de 200 compagnies aériennes, qui achète 300 commutateurs Northern DPN-100 pour équiper ses points de présence dans 185 pays.
- 1992 – Northern Telecom cherche à se renforcer sur le marché du mobile aux normes GSM/DCS/PCS, qui est très porteur. De son côté l’industriel français Jean-Luc Lagardère, présent dans une dizaine de métiers (espace, défense, télécoms, transport, automobile…), est engagé dans une restructuration stratégique de son groupe sur fond de concentration des industries aérospatiales (rapprochement Matra - Aérospatiale, rapprochement avec la société allemande DASA, fusion Matra - Hachette[13]). L’homme d’affaires cherche un partenaire d’envergure mondiale pour sa filiale télécommunications Matra Communication. Celle-ci est en France le numéro 2 derrière Alcatel, mais est à l'échelle mondiale un acteur très modeste en voie de marginalisation avancée (22e rang). Par ailleurs, sa profitabilité n'est pas excellente[14],[15],[16],[17]. Northern Telecom prend une participation de 20 % dans Matra Communication. L'accord prévoit aussi la création de deux coentreprises détenues à 50/50, l'une dans les réseaux publics et l'autre, Nortel Matra Cellular, dans les radiocommunications publiques à la norme GSM[18],[19],[20],[21],[22],[23].
- 1993 – L'annonce de mauvais résultats financiers[24],[25] pousse Paul Stern, PDG de Nortel à la personnalité controversée, à démissionner. Il est remplacé par Jean Monty, ancien patron de l'opérateur téléphonique Bell Canada[26]. Jean Monty restaure la confiance des grands clients en Amérique du Nord et la profitabilité du groupe. Il se désengage d’activités jugées non stratégiques, notamment l'activité câbles sous-marins (STC Submarine Systems (en)) est cédée à Alcatel Câble (groupe Alcatel-Alsthom)[27]. Sous la présence de Jean Monty (période 1993[28]-1996[29]), le nombre de salariés passera d’environ 58 000 à 70 000 personnes et le chiffre d’affaires d’environ 8,4 à 12,8 milliards de dollars (+50 %).
- 1993 – Northern Telecom accroît sa présence en Chine et déploie le premier réseau de transmissions de données dans ce pays[30],[31]
- 1994 – L'opérateur mobile britannique Mercury (Groupe Cable & Wireless) choisit Nortel Matra Cellular en tant que deuxième fournisseur pour son réseau GSM One-2-One. Cette opération est le plus gros contrat GSM décroché depuis la formation de la coentreprise hors du marché français où elle a par ailleurs été choisie par France Télécom comme second fournisseur GSM dans les régions Sud, Centre et Normandie[32]. Des contrats GSM sont signés à Taïwan[33], en Australie, en Autriche, en Chine, en Tunisie, ainsi qu'aux États-Unis.
- 1994 – Nortel annonce qu’il va monter en puissance dans Matra Communication en faisant passer sa participation de 20 % à 50 %[34]. Bouygues Telecom vient de décrocher la licence pour le troisième réseau mobile à la norme GSM[35]. Malgré les tentatives de pression politique de certains concurrents[36], Nortel Matra Cellular est finalement choisi comme principal partenaire de Bouygues pour la construction du troisième réseau[37].
- 1995 – Création de coentreprises dans différents pays européens. Après Lagardère en France, Nortel noue des alliances similaires avec le groupe industriel allemand DASA (Daimler Mercedes-Benz, avant la création de EADS) en Allemagne[38] et avec Olivetti (Sixtel) en Italie[39].
- 1995 – Centenaire de la société, qui choisit de s’appeler Nortel afin de mieux marquer son évolution du métier historique de la téléphonie vers celui des réseaux multiservices basés sur la commutation de paquets et le protocole Internet

### De 1995 à 2009: le virage vers Internet
- 1997 – Premier déploiement commercial au Texas d’un réseau optique basé sur des systèmes 10 gigabit par seconde (OC-192/STM-64) permettant de combiner huit longueurs d’onde (80 Gbit/s) sur une seule fibre.
- Juin 1998 – Nortel achète Bay Networks dans le cadre d’une transaction estimée à 6,9 milliards de dollars par échange d’actions. Issue de la fusion en 1994 des sociétés SynOptics et Wellfleet, Bay Networks est devenu, par le biais d’opérations de croissance externe successives, le numéro 3 mondial des équipements de réseau informatique. Bay Networks emploie environ 5 900 personnes à l’échelle mondiale et réalise un chiffre d’affaires d’environ 600 millions de dollars. Cette opération permet de combiner les produits des deux sociétés et de créer une gamme complète d’équipements pour les réseaux IP d’entreprise : LAN, IP, routage, téléphonie sur IP, gestion de réseau. Elle apporte à Nortel de nouveaux canaux de distribution. Le nouvel ensemble est rebaptisé Nortel Networks[40],[41],[42],[43],[44].
- 1998 – Matra Nortel Communications (MNC), filiale détenue à 50-50 %, réunit désormais en une seule société les activités réseaux d'entreprises et radiocommunications professionnelles de Matra Communication (Lagardère) avec les activités réseaux d’entreprises et d’opérateurs de Nortel. Elle réalise un chiffre d’affaires annuel de 5,7 milliards de Francs (868 millions d’euros). Une seconde société, Nortel Matra Cellular (NMC), contrôlée par MNC (34 %) et par Nortel (66 %), est responsable des activités mobiles en France et à l’international[45].
- Juin 1999 – L’opérateur britannique British Telecom (BT) annonce le déploiement en Espagne d’un réseau de nouvelle génération basé sur le protocole internet. C’est l’un des tout premiers réseaux de téléphonie sur IP de cette taille déployés par un opérateur[46].
- Janvier 2000 – Premier déploiement commercial d’un réseau capable de transporter voix et données sur une fibre optique au débit de 1,6 térabit par seconde en combinant 160 longueurs d’onde sur une seule fibre[47]. Nortel détient 45,5 % du marché des équipements DWDM (valeur 1,5 milliard de dollars au premier trimestre 2000), 71,1 % du marché métropolitain DWDM et 44,6 % du marché des solutions optique à longue portée selon une Étude de l’institut Dell’Oro Group[48].
- Février 2000 – Nortel occupe au niveau mondial une position dominante sur le marché de la commutation WAN pour les réseaux de transmission de données (gamme PASSPORT). La France représente le plus gros marché européen avec plusieurs centaines d'exemplaires vendus. France Telecom par exemple a déployé plus de 1900 commutateurs dans ses réseaux (Equant, Transpac, Global One)[49].
- Mars 2000 – Explosion de la bulle technologique. La société traverse plusieurs années difficiles : chute du titre en bourse, annonces de restructurations, irrégularités comptables.
- Mars 2000 – Premiers essais d’appels et de transmissions de données à haut débit sur technologie CDMA 2000 1XRTT, dans diverses conditions de mobilité (en milieu intérieur, piéton en déplacement, appels à partir d’un véhicule) dans le cadre d’un réseau pilote pour le compte de représentants des opérateurs Bell Mobility et Sprint PCS. Ces essais sont la première étape avant le déploiement à plus grande échelle en Corée et en Amérique du Nord de véritables services d’accès à l’internet en situation de mobilité pour les abonnés CDMA 3G[50]
- Février 2001 – Premier réseau mobile de troisième génération UMTS en exploitation commerciale chez Airtel Movil SA, maintenant propriété de Vodafone. Cette annonce est importante sur la scène de la 3G européenne dans la mesure où le marché espagnol est en avance de phase pour l’ouverture commerciale des services UMTS et qu’elle montre l’avance technologique prise par Nortel dans la conception de réseaux Internet mobiles.
- Novembre 2001 – Contrat de 1,1 milliard de dollar US sur quatre ans avec Sprint portant sur la transformation d’une première tranche de 3,6 millions de lignes de son réseau téléphonique local (“class 5“) en un réseau de nouvelle génération fondé sur la commutation de paquets. Sprint est la première grande compagnie de téléphone locale en Amérique du Nord à convertir ainsi son réseau téléphonique commuté[51]
- 2001 – China Telecom, le plus important opérateur de réseau fixe en République populaire de Chine, China Railcom (en) et China Unicom retiennent Nortel pour construire un nouveau réseau backbone multiservices. China Mobile et China Unicom retiennent Nortel dans le cadre de contrats d’extensions pour leurs réseaux mobiles.
- 2001 – Deutsche Telekom retient Nortel pour la fourniture et l’installation de solutions de réseau intelligent pour T-Net, le réseau téléphonique numérique allemand qui comporte environ 40 millions de clients.
- 2002 – Verizon est le premier grand opérateur local aux États-Unis à utiliser un réseau à commutation de paquets pour l’acheminement du trafic téléphonique de façon commerciale (plusieurs millions de minutes par jour).
- 2003 – China Telecom, le plus important opérateur de réseau fixe en République populaire de Chine, choisit Nortel pour moderniser ses réseaux IP dans les provinces de Zhejiang et de Hubei.
- 2003 – Nortel livre la 50 millionième ligne de téléphonie d’entreprise.
- 2003 – Nortel annonce que sa solution de réseaux maillés sans fil, architecture WLAN, est expérimentée avec le Massachusetts Institute of Technology. Précédemment Nortel avait annoncé avoir mis au point une solution permettant de lier des réseaux étendus (WAN) et des réseaux WLAN de manière sécurisée, permettant ainsi aux utilisateurs d’effectuer des transferts entre des réseaux 2G/3G et des hot spots.
- 2003 – Plusieurs contrats dans le domaine de la téléphonie mobile de troisième génération avec des opérateurs comme Orange et AT&T Wireless (maintenant AT&T Mobility) basés sur la technologie W-CDMA. Un réseau CDMA 1xEV-DO est lancé commercialement par Verizon Wireless, fournissant aux utilisateurs des services mobiles data haut débit.
- 2004 – Le groupe est le premier équipementier télécoms à avoir réussi la deuxième phase de tests du laboratoire d'interopérabilité de l'Université du New Hampshire (UNH-IOL) pour IPv6, successeur du protocole IPv4, qui forme la base de l'Internet.
- En avril 2005, Nortel a fait l’acquisition de PEC solutions dans le cadre d’une transaction estimée à 448 millions de dollars en numéraire. PEC est une société de services fondée en 1985 et basée à Fairfax en Virginie, qui emploie 1 700 salariés répartis dans neuf États américains, spécialisée dans les services informatiques aux administrations gouvernementales civiles et de défense sur le marché nord-américain. Elle compte des clients aussi divers que le FBI, l'US Postal ou le gouvernement fédéral. PEC a réalisé un bénéfice net de 4,7 millions de dollars sur un chiffre d'affaires de 62,6 millions lors du quatrième trimestre 2004[52].
- En décembre 2005, Nortel a fait l’acquisition de Tasman Networks dans le cadre d’une transaction estimée à 99,8 millions de dollars en numéraire. Tasman Networks est une société fondée en 1997, basée à San José en Californie, spécialisée dans le développement de routeurs WAN IP à haute performances[53].
- Décembre 2006 - Nortel s'est désengagé du marché de l'accès radio UMTS (UTRAN). Les actifs et les passifs relatifs à cette activité ont été repris par Alcatel-Lucent. Un protocole d'accord non contraignant a été annoncé le 4 septembre 2006 et la finalisation de la vente a été annoncée[54] le 2 janvier 2007. La cession inclut le portefeuille de produits Accès UMTS de Nortel, composé du contrôleur de réseau de radiocommunication (RNC), des produits Node B, des solutions OAM, des services connexes et les actifs qui y sont attachés. Les autres activités mobiles de Nortel ne sont pas concernées par la transaction. Nortel continuerait à développer et supporter les solutions cœur de réseau UMTS[55], ainsi que les solutions pour l'évolution du cœur de réseau et de l'accès GSM, ainsi que les technologies GSM-R, GPRS et EDGE sans oublier les cœurs et accès CDMA.

### 2000-2009: un groupe dans la tourmente
Le secteur des télécommunications connaît à partir de mars 2000 une importante récession : c'est la bulle technologique. Les équipementiers qui avaient un niveau d’exposition élevé sur le marché des réseaux d'opérateurs (ce qui était le cas de Nortel à hauteur de plus de 80 % à cette époque) voient leur carnet de commandes rétrécir comme une peau de chagrin sous l’effet des difficultés financières des opérateurs historiques et des faillites des nouveaux entrants. Le déséquilibre des bilans est accentué par la dépréciation de nombreux actifs qui avaient été achetés au prix fort durant les années 1995-2000. Après une période de forte croissance sous l’effet de la spéculation, le titre de la société atteint son apogée en septembre 2000 à près de 124 dollars canadiens, puis effectue une chute vertigineuse pour ne valoir plus que 0,47 dollar en août 2002. L’émotion est vive au Canada où Nortel est à la fois une société technologique emblématique et où, en raison d’une législation plus restrictive vis-à-vis des plans de pension basés sur des valeurs étrangères, son titre est l'un des plus détenus. Pour donner une mesure de l’incidence du sinistre dans l’économie canadienne, Nortel représentait alors plus du tiers du total de la capitalisation boursière de toutes les sociétés cotées sur le Toronto Stock Exchange (TSX). Du niveau maximum de 398 milliards de dollars canadiens en septembre 2000, la capitalisation de Nortel tombe à moins de 5 milliards en août 2002. Ce qui signifie que les investisseurs ont perdu près de 400 milliards de dollars à cause de la déconfiture boursière de Nortel. Elle a affecté une population élargie d'épargnants notamment via les actifs détenus par les fonds de pension collectifs et les régimes individuels (REER et FERR).
En octobre 2001, un communiqué annonce que le PDG, John Roth, a décidé de prendre sa retraite, laissant la place à la tête de la société à Frank Dunn, qui était jusque-là son directeur financier. Ce changement fera naître par la suite une série de controverses d'une part sur le montant des gains perçus par John Roth avant son départ (salaires et stock options), d'autre part sur le rôle et les responsabilités de chacun dans le scandale financier qui commence à apparaître. Des recours en nom collectif sont déposés en 2001 en Amérique du Nord. Nortel procède à une rationalisation de son exploitation et supprime plusieurs dizaines de milliers d’emplois.
En début d’année 2004, le secteur des télécoms commence à reprendre des couleurs. Les investisseurs se réjouissent de la reprise du cours de l’action Nortel, mais déchantent, après l'annonce du report du dépôt de ses résultats annuels 2003. Le groupe canadien, après plusieurs autres sociétés cotées sur le New York Stock Exchange, est à son tour atteint par de graves irrégularités comptables sur les exercices 2000-2003. Les sanctions tombent rapidement : le PDG, Frank Dunn (en), et plusieurs membres de l’équipe financière sont limogés en avril 2004. Mais les conséquences pour la société, ses salariés et ses actionnaires sont lourdes. Nortel doit réexaminer de manière exhaustive l’ensemble de ses comptes sur plusieurs années, un travail considérable pour une entreprise multinationale de cette taille. Elle n’est pas en mesure à la première échéance et ensuite pendant plusieurs mois de publier ses rapports financiers périodiques, ce qui a pour incidences de déclencher une enquête des autorités des marchés (la SEC aux États-Unis et la CVMO au Canada), d’affaiblir le titre en bourse, de générer de nouvelles plaintes en nom collectif, de distraire l’attention de la société au niveau opérationnel et stratégique alors que son secteur d’activité amorce une profonde mutation. Les déboires comptables de Nortel sont une aubaine pour les sociétés rivales qui lui savonnent consciencieusement la planche en entretenant l’incertitude et le doute chez ses clients.
Il aura fallu au canadien près de 600 personnes mobilisées à plein-temps et plus de 18 mois pour tourner la page des irrégularités comptables. La société a amélioré ses contrôles internes à l’égard de l’information financière et a supprimé les principales faiblesses importantes de ses contrôles comptables. Dans le cadre de son processus de renouvellement organisationnel, le conseil d’administration a également désigné un nouveau cabinet d’experts-comptables indépendants (la société KPMG).
La société est passée d’une situation de pertes historiques (près de 25 milliards de dollars US en 2001) à une situation où ses comptes étaient, en 2006, proches de l’équilibre. Avec l’arrivée en novembre 2005 de Mike Zafirovski (en) à la tête de la société, un plan de transformation de la corporation a été amorcé, comportant des mesures de réduction de la structure de coûts, de recentrage de la société sur un certain nombre de marchés clefs et d’amélioration des processus internes et de la qualité basée notamment sur la méthodologie Six Sigma.

### Liquidation de la société
Subissant de plein fouet la crise économique de 2008 et ne pouvant plus faire face aux remboursements de la dette, Nortel se déclare en faillite le 14 janvier 2009 et se place sous la protection de la justice aux États-Unis, au Canada ainsi que dans certaines des filiales européennes et asiatiques. Le 25 février 2009, Nortel Networks annonce la suppression de 3 200 emplois de par le monde, soit environ 10 % de son personnel.
En juillet 2009, Nortel cède l'une de ses divisions à Avaya pour un montant de 475 millions de dollars américains. Le même mois, Nortel cède sa division Carrier Networks à Ericsson
En décembre 2009, Nortel a obtenu l'approbation des tribunaux pour la cession de certaines de ses activités, dont ses divisions de réseaux optiques et de transport Ethernet à l'entreprise américaine Ciena (CIEN), la vente de ses activités GSM en Amérique du Nord à Ericsson, de ses activités GSM hors Amérique du Nord, et des activités GSM-R à la société Kapsch. En décembre 2009, Avaya rachète la branche télécommunications d'entreprises de Nortel (Nortel Enterprise Solutions) pour 915 millions de dollars.
À la fin de juin 2011, le portfolio de brevets de Nortel est vendu pour 4,5 milliards dollars américains à un consortium d'entreprises œuvrant dans la haute technologie : Apple, EMC, Ericsson, Microsoft, RIM et Sony.

## Activité
Au sein du secteur des télécommunications, Nortel était un fournisseur d'équipements de réseaux, activité également appelée équipementiers ou constructeurs.
Selon son rapport d'activités, au 31/12/2006, Nortel emploie environ 33 760 collaborateurs réguliers à temps plein, dont:
- 7 080 au Canada;
- 12 950 aux États-Unis;
- 5 950 dans la zone Europe Moyen Orient Afrique;
- 7 780 dans d’autres pays.

Les clients de Nortel sont des opérateurs de réseaux fixes, de réseaux mobiles et des opérateurs multiservices ("MSO") sur accès haut débit câble et ADSL notamment. Les clients de la société incluent également des entreprises au sens large : PME, grandes entreprises et administrations.
Les produits proposés par Nortel incluant des matériels et logiciels de réseaux, il s’agit d’équipements pour les réseaux locaux, métropolitains et étendus, les réseaux haut débit sur fibres optiques et sans fil, la sécurité et les réseaux VPN en entreprise, les centres de contact, la téléphonie sur IP et les communications unifiées, les solutions de convergence fixe mobile (architecture standardisée "IMS"), ainsi que des solutions pré-intégrées permettant de fournir des services avancés de vidéo sur les réseaux à haut débit ("IP TV"). Et aussi des prestations de services réseaux autour des solutions développées par l'entreprise.

### Structure générale
la société est organisée autour de quatre unités d'affaires:
- « Enterprise Solutions (ES) » (Solutions d’entreprise)
- « Carrier Networks (CN) » (Réseaux d'opérateurs)
- « Metropolitan Ethernet networks (MEN) » (Réseaux Ethernet Métropolitains)
- « Global Services (GS) » ("services mondiaux" ou "Prestations de services réseaux" en français)

Une filiale séparée Nortel Government Solutions (Solutions Nortel pour les administrations) regroupe toutes les activités d'exploitation sensibles liées aux technologies et aux prestations de services destinées aux institutions publiques (ministères et grandes administrations gouvernementales, secteur de la défense) sur le territoire américain et ailleurs dans le monde.

### Solutions d’entreprise
Selon son rapport d'activités, les ventes de Nortel sur le marché des solutions d’entreprise étaient en 2007 de 2,620 milliards de dollars US, soit environ 23,9 % de son chiffre d’affaires total (10,948 milliards de dollars US). Le marché, porté par le mouvement de transformation des réseaux vers le protocole IP ainsi que par la mise en place de nouvelles applications (gestion de la relation client, messagerie unifiée, travail collaboratif, mobilité…), est l’un des principaux moteurs de croissance du groupe. Ce marché connaît depuis 2006-2007 d'importantes évolutions, notamment avec un mouvement vers les applications, l'intégration sur le poste de travail et l'entrée en scène de grands éditeurs de logiciels comme IBM et Microsoft avec qui Nortel a signé des accords de partenariat.
Ses principaux concurrents comprennent Cisco Systems, Avaya, Alcatel-Lucent, Siemens Enterprise Networks et NEC sur le segment de la téléphonie et des communications unifiées. Cisco Systems est son principal concurrent sur le segment des réseaux convergents de données.
Les produits et services du groupe canadien intéressent une clientèle dont la taille va de la petite et moyenne entreprise (PME) aux grandes compagnies multinationales. Les ventes sont assurées de manière indirecte via un réseau de partenaires locaux (opérateurs, grossistes, revendeurs, VAR, intégrateurs système, etc.) et dans certains cas en direct aux grands comptes.
Le catalogue entreprise couvre à la fois la téléphonie, les réseaux de données et la sécurité, ce qui permet à l’équipementier de fournir des solutions de bout en bout pour l’évolution vers les réseaux convergents IP et de satisfaire les exigences de certains clients qui souhaitent n’avoir qu’un seul fournisseur pour l’ensemble de leur réseau. Il existe très peu de constructeurs sur le marché ayant une offre globale équivalente « sous le même toit ».

#### Commutation et routage
Sur le marché de la commutation LAN et du routage, le groupe canadien a revendiqué le deuxième parc installé data entreprise avec plus de 50 millions de ports Ethernet en commutation LAN et plus de 50 millions de clients VPN IP déployés à l’échelle mondiale. Après l’acquisition de Tasman Networks, Nortel a proposé différents produits sur le marché des routeurs WAN sécurisés d’entreprise, en particulier un produit appelé Nortel Unified Communications Integrated Branch. Il s’agit d’un boîtier réalisant l’intégration des services voix/données au niveau des sites des clients entreprises. Il a pour particularité d’embarquer la technologie Microsoft, ce qui permet de déployer l’offre Microsoft Converged Office dans les sites distants.

#### Téléphonie mobile d'entreprise
Nortel a fondé une partie de sa croissance sur le développement des communications mobiles et sans fil d'entreprise. La société a proposé des solutions WLAN aux normes 802.11 a/b/g depuis 2003, basée notamment sur des solutions OEM d’origine Trapeze. Avec l’arrivée de la nouvelle norme 802.11n, il est devenu envisageable de concevoir une entreprise entièrement équipée d’une infrastructure sans fil, capable de répondre à tous les besoins de communications (Internet, téléphonie, communications unifiées et autres flux temps réel), et permettant de s’affranchir du coût et des contraintes liés au câblage traditionnel. C’est l’initiative « Unwired Enterprise » annoncée en juillet 2007.

#### Sécurité des réseaux
Un autre marché porteur est celui de la sécurité des réseaux : Nortel s'est adressé à ce marché  dans sa globalité y compris sur le LAN, le WLAN et les communications unifiées :
- Sécurité au niveau des accès distants (passerelles VPN, routeurs VPN, solutions d’accélération et de compression de flux…) pour répondre aux besoins des utilisateurs nomades qui souhaitent accéder aux ressources centralisées de l’entreprise.
- Sécurité de la périmétrie (Firewalls, sondes IDS et IPS avec corrélateur d’événements).
- Sécurité des serveurs critiques (système de répartition de charge issus de l’acquisition de la société Altéon).
- Sécurité au niveau des accès des solutions d’accès sans fil (solution WLAN centralisée, points d’accès passifs, boîtiers assurant la gestion des configurations des points d’accès, du roaming, de la couverture radio et de la sécurité).
- Sécurité au niveau des applications de téléphonie sur IP (solution dédiée avec chiffrement des flux de téléphonie, plan de continuité d’activité).
- Sécurité au niveau des accès au réseau local (contrôle des postes utilisateurs afin de vérifier leur conformité vis-à-vis de la politique de sécurité de l’entreprise avant d’autoriser l’accès au réseau).

#### Réseaux d'entreprise
À partir de juin 2006, Nortel a proposé des systèmes pour la continuité de services au niveau des succursales (Nortel BCS 3000) qui simplifient et consolident les applications d’interconnexion et d’informatique des sites distants en s’appuyant sur la technologie "Wide area file services (WAFS)". Ces boîtiers permettent de réduire les coûts informatiques et de gestion des fichiers ainsi que la complexité inhérente à l’administration de centres de données et de succursales distribuées géographiquement.

#### Téléphonie d'entreprise
Nortel possédait des positions historiques fortes dans le domaine de la téléphonie d’entreprise, où il revendiquait en 2003 la première base installée au niveau mondial (plus de 50 millions d'utilisateurs). L’offre de PABX IP était articulée autour des systèmes voix & données « tout en un » Nortel BCM sur le segment des PME, et des serveurs Nortel CS 1000 et CS 2100 sur le segment des entreprises moyennes et grandes. Ils supportent le protocole de contrôle de session standardisé SIP, aussi bien pour les liaisons intra-entreprise que pour le raccordement aux réseaux de nouvelle génération (NGN) des opérateurs ("SIP trunking").
Nortel était présent sur les trois marchés clés que sont l’Amérique du Nord, l’Europe et l’Asie. L’institut Gartner évalue périodiquement un ensemble de fournisseurs en mesure de satisfaire les exigences en communications des entreprises suivant sept segments de marché (« magic quadrants ») couvrant la téléphonie, les centres de contact et les communications unifiées. Nortel est positionné par Gartner en 2006 dans la section «leader» sur chacun de ces sept segments. À l’échelle mondiale, le groupe canadien était en 2006 le premier fournisseur d’applications de messagerie aux entreprises, le premier fournisseur de lignes téléphoniques pour entreprises, le deuxième fournisseur de solutions de téléphonie IP d’affaires et le deuxième fournisseur de centres de contact.
Nortel a signé certains des plus importants contrats de téléphonie sur IP dans le monde, incluant notamment en Europe un contrat de 150 000 lignes, entièrement basé sur des solutions IP, pour le compte du ministère britannique de la défense sous la maîtrise d’œuvre de BT, et un contrat aux États-Unis de 300 millions de dollars US avec la Sécurité Sociale en partenariat avec AT&T et General Dynamics. On trouve aussi parmi ses références sur ce sujet le groupe de motorisation Rolls-Royce,, la chaîne d’hôtels InterContinental à Djeddah en Arabie saoudite, la compagnie aérienne Jazeera Airways au Koweït, le groupe industriel INDEVCO au Liban, a la Banque d’agriculture en République populaire de Chine, la chaine d’hôtels internationaux Langham à Hong Kong, la chaîne de supermarchés Kroger, avec les magasins à rayons Kohl's et la société d’établissements de jeux Station Casinos (en) aux États-Unis, avec le groupe de media britannique The Economist,, avec The Telegraph Group, et le New York Times pour son nouveau siège social.

### Réseaux d'opérateurs
Cette unité d'affaires avait la charge des solutions destinées aux fournisseurs de services de télécommunications et multimédia, qu'ils soient cablo-opérateurs, opérateurs fixes, opérateurs mobiles, en phase de transition ou d'intégration. Selon son rapport d'activités, elle a généré en 2007 un chiffre d’affaires d’environ 4,493 milliards de dollars US, ce qui représente 41 % du chiffre d’affaires total de la société (10,948 milliards de dollars US). Ses principaux concurrents sur ce segment de marché comprennent Ericsson, Alcatel-Lucent, Motorola, Samsung, Nokia Siemens Networks, Huawei, ZTE, NEC et Cisco Systems.

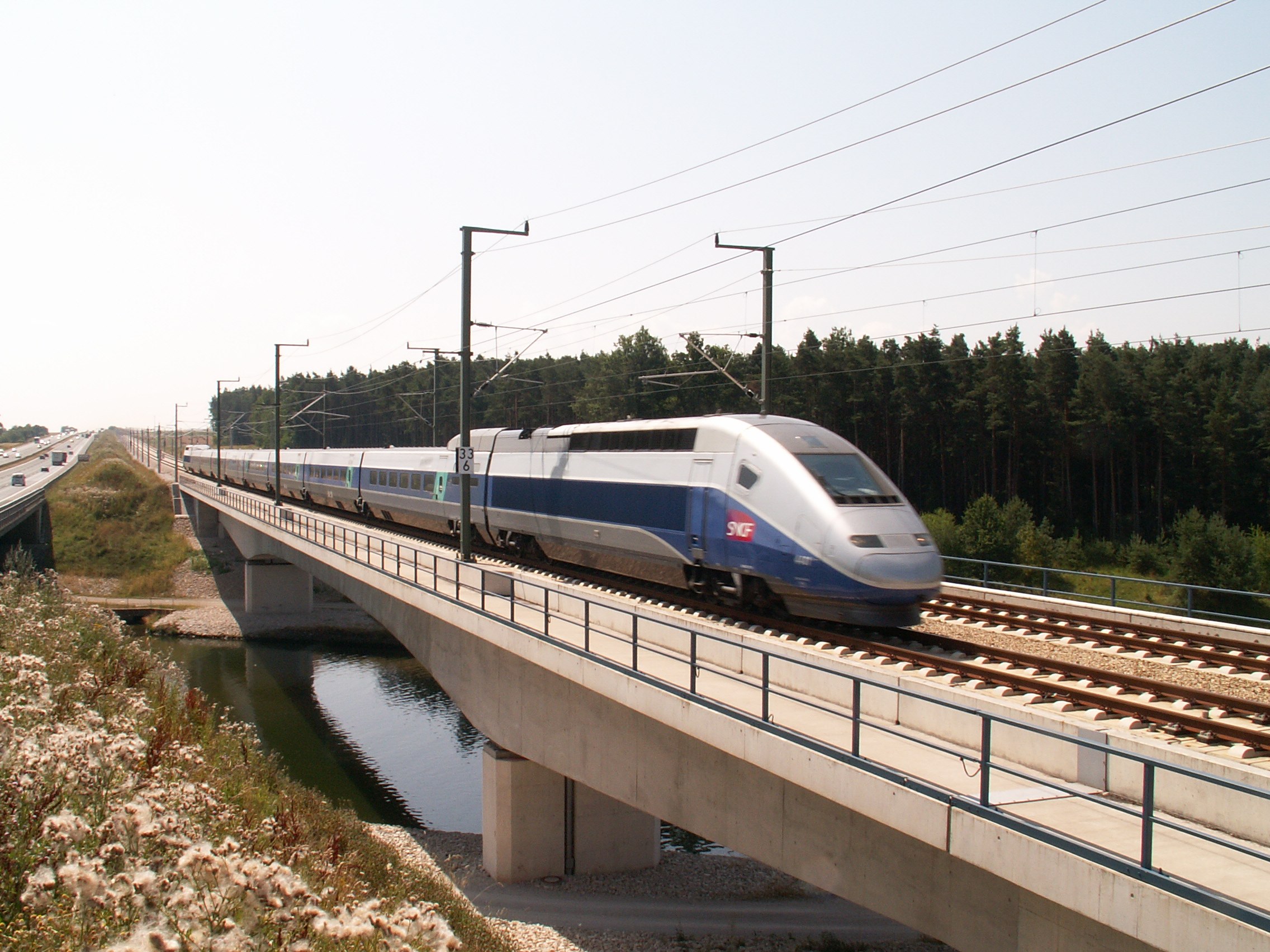
Communications mobiles pour les compagnies de transport ferroviaire

Le portefeuille de produits comprend notamment des équipements pour les réseaux mobiles, avec des solutions pour l'évolution cœur de réseau et accès GSM, ainsi que les technologies GPRS et EDGE. Nortel est par exemple le fournisseur de l’infrastructure GSM de France Telecom, de Bouygues Telecom ou de l’opérateur allemand T-Mobile aux États-Unis.

#### Téléphonie mobile ferroviaire
Avec la couverture de plus de 60 000 km de voies ferrées, Nortel était l’un des principaux fournisseurs mondiaux de solutions GSM-R, évolution du GSM qui prend en compte les exigences en matière de fiabilité et de qualité de service, ainsi que les spécificités d’usages propres aux besoins des entreprises d’exploitation des chemins de fer. Nortel a été choisi pour déployer des réseaux GSM-R sur trois continents et dans dix pays, y compris les déploiements nationaux pour les trois plus importants opérateurs ferroviaires en Europe – fournisseur exclusif de Réseau ferré de France (RFF),, Network Rail au Royaume-Uni,, par la Renfe en Espagne et Deutsche Bahn en Allemagne. Nortel a également été choisi récemment par la société algérienne SNTF pour le premier contrat GSM-R sur le continent Africain et par TP Ferro Concesionaria SA pour la ligne Perpignan-Figueres à grande vitesse entre l'Espagne et la France.

#### Téléphonie mobile 3G
Selon l’institut Dell’Oro Group, Nortel était début 2007 le deuxième fournisseur mondial de solutions 3GPP2/CDMA2000 avec environ 26 % de part de marché. Au 28 décembre 2006, Nortel a fourni des équipements EV-DO (Evolution-Data Optimized) à 21 des 37 réseaux commerciaux des principaux opérateurs mondiaux, notamment Verizon Wireless et Sprint Nextel aux États-Unis, Bell Mobilité et TELUS, au Canada. Nortel a été le premier à mettre sur le marché la technologie EV-DO en Amérique du Sud avec Embratel (Brésil), en Amérique centrale avec Telefónica Guatemala, et la technologie EV-DO à 450 MHz en Europe centrale avec Telefónica O2 Czech Republic,.

#### Téléphonie mobile 4G
Nortel avait aligné sa stratégie de R&D de façon à se concentrer sur un certain nombre de segments de marchés considérés comme porteurs. La société fondait une partie de sa croissance sur le développement des technologies mobiles large bande de quatrième génération (4G) qui comprennent le WiMAX et le Long Term Evolution (LTE), ainsi que dans la téléphonie sur IP et les autres applications autour de l’architecture standardisée IP Multimedia Subsystem (IMS).
Dans le domaine des réseaux mobiles de quatrième génération 4G, WiMAX était très prometteur et a été la première technologie haut débit mobile 4G disponible commercialement. WiMAX basé sur la norme IEEE 802.16-2004 peut fournir des services fixes de collecte au sein des réseaux cellulaires ou être employé à l’accès en remplacement de l’ADSL ou du câble dans certaines régions. Avec son évolution (IEEE 802.16-2006), il peut de plus permettre de fournir des services haut débit mobiles complémentaires ou alternatifs aux offres 2G/3G, sur de grandes étendues, avec beaucoup moins d'infrastructure (entendre avec un coût moindre) que ce qui est rendu nécessaire par la croissance des débits. Depuis une dizaine d’années, Nortel avait acquis une forte expertise dans le domaine des réseaux maillés radio (mesh) Wi-Fi et des technologies d'accélération des performances comme le MIMO ou l'OFDM, utilisées par le WiMAX et pour lesquelles le groupe canadien détenait de nombreux brevets technologiques clés. Nortel était l'un des principaux contributeurs aux normes IEEE 802.16, investissant fortement sur ce marché (plus de 100 millions de dollars en recherche et développement). Un accord technologique a été annoncé avec Toshiba portant sur le développement en commun de stations de base pour les réseaux WiMAX, qui seront proposées au Japon et à l'étranger. En avril 2006, Nortel a également annoncé la mise sur le marché de ses propres produits basés sur la technologie WIMAX mobile MIMO. Les produits sont prévus pour être disponibles dans les bandes de fréquence allant de 1,5 GHz à 3,5 GHz, et pour être commercialisés dans le monde entier.
Le WiMAX était candidat en tant que technologie 4G pour les opérateurs qui souhaitaient construire de nouveaux réseaux. Pour les autres, l’évolution des besoins les conduit à atteindre les limites des technologies 3G. Afin de permettre de meilleures performances, Nortel avait investi dans l’intégration de technologies OFDM et MIMO dans les réseaux CDMA et GSM. Dans le cadre de la standardisation de la norme LTE, Nortel a contribué au sein du 3GPP pour accroître le débit et la capacité des réseaux UMTS, à l'aide de technologies telles que l'accès en mode paquets en liaison descendante haut débit HSDPA et l'accès en mode paquets en liaison montante haut débit HSUPA.

#### Centraux téléphoniques
Nortel doit une grande partie de sa notoriété à ses centraux téléphoniques numériques DMS (en) (voir le chapitre histoire de la société) utilisés par les opérateurs de réseaux fixes et mobiles, avec plus de 220 millions de ports installés dans 73 pays au début des années 2000. Depuis 1997, la société a fait évoluer ces systèmes vers l’IP et s'est imposée sur le marché en pleine expansion des équipements pour la téléphonie sur IP et les communications unifiées. Au début de 2007, le groupe canadien annonçait avoir mis en service plus de 430 commutateurs logiciel ou softswitches, 34 millions de lignes IP (class 5) et 13 millions de « trunks » (Class 4) dans 55 pays. La société possédait un catalogue de produits complet permettant l’évolution des réseaux vers le modèle de réseau NGN, notamment des « softswitches » (Nortel CS 1500 et CS 2000), des passerelles media (Nortel MG 3000, 4000, 9000 et 15000), des serveurs pour le contrôle de bordure des réseaux (Nortel BCP 7100 et 7200). Le groupe canadien a également développé des solutions pour les communications unifiées en mode ASP (fournisseur d'applications en ligne) ou SaaS qui s’articulent autour des serveurs Nortel AS 5200 et des solutions Hosted Messaging & Collaboration (HMC) de Microsoft. Cette combinaison permet aux opérateurs de proposer aux entreprises des services de raccordement de PABX IP, des services Centrex IP couplés avec des applications avancées hébergées, dans le domaine du travail collaboratif comme Sharepoint, Exchange et Office Live Communication Server (LCS/OCS). Tous les serveurs de communications unifiées pour opérateurs de Nortel proposent le multimédia IP et le contrôle de session standardisé SIP. Ils sont conçus pour faciliter la transition vers l’architecture standardisée 3GPP IP Multimedia Subsystem (IMS).
Les solutions pour les applications de convergence fixe-mobile (FMC) Nortel IMS, basées sur la norme ouverte AdvancedTCA, ont été testées par des opérateurs majeurs sur les marchés du fixe, du câble et du mobile, avec un certain nombre de services comme la messagerie instantanée, la présence, la téléphonie sur IP, la vidéoconférence, le partage de vidéos, PoC (Push-to-Talk over Cellular), le partage de fichiers, le travail collaboratif, la télévision sur IP (IPTV), la continuité d’appel vocal (en anglais Voice Call Continuity ou VCC), la vidéo-surveillance, la messagerie unifiée et les jeux interactifs à plusieurs. Les terminaux peuvent être aussi divers qu'un mobile, un PC, une TV.

### Réseaux Ethernet Métropolitains

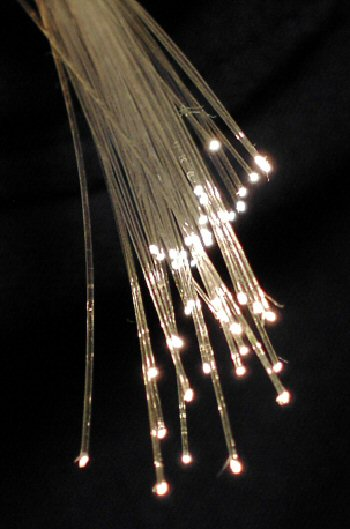
Nortel était l'un des principaux fournisseurs d'équipements de réseaux haut débit optiques, en particulier WDM métropolitains, marché porté par le développement des services Gigabit Ethernet et triple play. La société proposait des solutions de réseau Ethernet de classe opérateur, et avait développé une approche de transport Ethernet originale appelée PBT.

Selon son rapport d'activités, cette division a réalisé en 2007 un chiffre d’affaires d’environ 1,525 milliard de dollars US, soit environ 13,9 % du chiffre d’affaires total de la société (10,948 milliards de dollars US).

#### Principaux produits
Le portefeuille de produits comprenait notamment:
- Des solutions multiservices SONET et SDH qui associent la vitesse, le faible coût et la simplicité d’Ethernet avec la portée et la robustesse des technologies optiques. Elles permettent d'assurer une transition graduelle vers les nouvelles applications IP, de fournir des services de connectique Ethernet et d'assurer le transport efficace du trafic TDM.
- Des solutions WDM avec des fonctions « eDCO » (electronic Dynamically Compensating Optics) et "eROADM" (multiplexeur optique d'insertion-extraction reconfigurable) qui permettent aux opérateurs de ré-aiguiller dynamiquement à distance les longueurs d’onde sur différents types de fibre optique. Des équipements optiques adaptatifs ("40G/100G Adaptive Optical Engine") permettent de porter les débits de 10 Gbit/s (10G) à 40 Gbit/s (40G) sur la même paire de fibre avec une portée équivalente à celle d’une transmission (10G) et des seuils de tolérance à la dispersion. En mars 2008, durant la 71e conférence de l'IETF à Philadelphie, Comcast et Nortel ont montré l'extensibilité de la solution en réalisant des essais de transmission de trafic à 100 Gbit/s (100G) sur le réseau du câblo-opérateur américain sur une distance de 1 000 km[112].
- Des commutateurs multiservices qui permettent aux opérateurs et aux entreprises de réduire leurs coûts de réseau en consolidant diverses technologies telles que l'ATM, le relais de trame, IP et la voix sur une seule plate-forme.
- Des solutions Ethernet de classe opérateur. On distingue sur ce marché d'une part des solutions Ethernet sur MPLS, et d'autre part des solutions de commutation Ethernet pour opérateurs basées sur une nouvelle approche baptisée PBT (ou PBB-TE). Nortel est très actif dans le développement de ces dernières solutions via toute une série d'actions, notamment au sein des instances de normalisation (IEEE, IETF, ITU-T) ou par la formation d’un groupe d’industriels baptisé « Carrier Ethernet Ecosystem » pour la réalisation de tests d'interopérabilité.

#### Principaux clients
Ses principaux clients étaient des fournisseurs de services de télécommunications, des centres de stockage, des collectivités locales, des grandes entreprises. Par exemple, Nortel a été retenu par Boeing pour la construction d’un réseau optique privé reliant différents sites industriels distribués géographiquement sur près de 5 600 km. On trouve également des communautés d'établissements d'enseignement supérieur et de recherche, comme le réseau national pour la recherche néerlandais "SURFnet", le réseau scientifique canadien géré par le consortium CANARIE, le réseau scientifique Australien et le réseau américain "Internet2".

#### Année 2007
L'année 2007 a été marquée par l'annonce d'un important contrat avec Verizon Business. Pour son réseau paneuropéen à ultra longue portée (ULH), l'opérateur de services aux entreprises a retenu les solutions adaptatives tout-optique de Nortel, qui supportent aussi bien des services 10 gigabits par seconde que les nouveaux services 40 gigabits par seconde. Il a retenu sa solution OME 6500 afin d’assurer le transport optique convergent dans 17 pays européens et 13 pays d’Asie. Un autre évènement important en 2007 a été l'annonce faite par BT en début d'année 2007 du choix de Nortel et de Nokia Siemens Networks comme fournisseurs de solutions Ethernet de classe opérateur basées sur la technologie PBT pour son réseau de nouvelle génération "21st Century Network" (en). Des contrats de fourniture d'équipements de réseaux ont par ailleurs été annoncés avec les opérateurs australiens Powertel (en) et Silk Telecom, avec l'opérateur canadien MTS Allstream, avec l'opérateur principal au Danemark TDC, avec les opérateurs américains Dakota Carrier Network, WOW! et Frontier, avec un opérateur français, Prosodie (racheté ultérieurement, en 2011, par Capgemini), avec le FAI indonésien CBN et avec l'aéroport international de Bombay.

#### Concurrents
Ses principaux concurrents sur le marché des solutions optiques comprenaient des grands groupes généralistes comme Alcatel-Lucent, Huawei, Nokia Siemens Networks, Fujitsu et Cisco Systems, ainsi que d'autres sociétés spécialisées comme Ciena, ADVA, Tellabs et Infinera. Ses principaux concurrents sur le marché des solutions Ethernet pour opérateurs sont en premier lieu Cisco Systems et Alcatel-Lucent, puis Huawei, Hitachi, Nokia Siemens Networks et Foundry Networks.

### Services réseaux

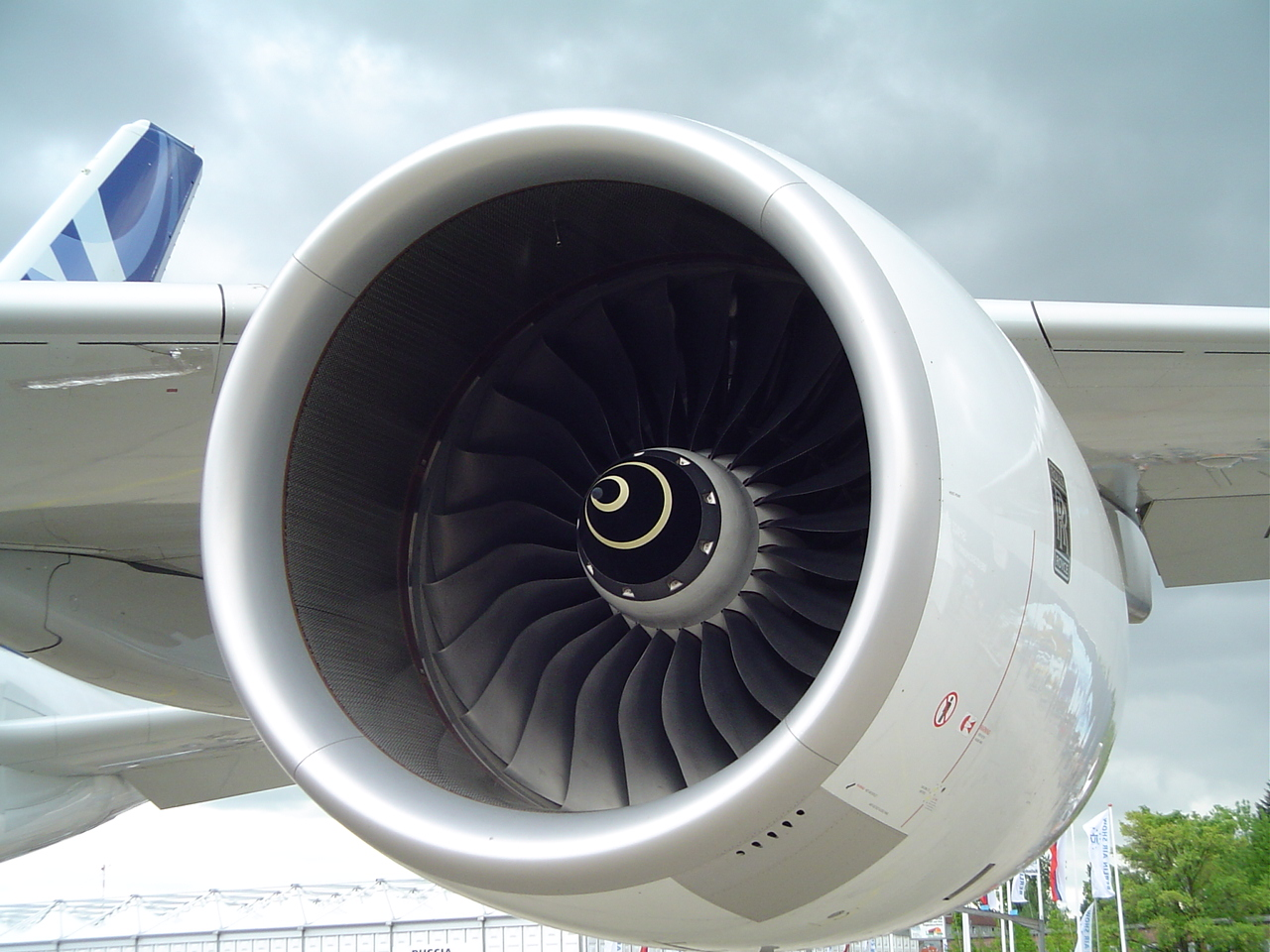
téléphonie à bord pour passagers

Nortel fondait une partie de sa croissance sur le développement des services. Sa présence à l'échelle mondiale, en particulier en Amérique du Nord, lui permet de proposer des services à des clients multinationaux opérateurs et grandes entreprises, pour l’ensemble du cycle de vie des installations:
- Services professionnels : assistance en amont et pendant le déploiement (analyse des besoins, conseil, conception…), intégration système (interopérabilité multi-technologies et multi-fournisseurs, procédures de migration, transformation de réseau, certification de sécurité…)
- Services techniques liés au déploiement (installation, ingénierie, tests de mise en service etc.), support (signalisation des incidents, analyse et correction des problèmes etc.), formation
- Services de gestion externalisée de réseau (maintenance, pièces de rechange, gestion sur site, hébergement d’applications etc.) multi-technologies et multi-fournisseurs[124]

Selon son rapport d'activités, cette unité d’affaires a enregistré un chiffre d’affaires en 2007 d’environ 2,087 milliards de dollars US, soit environ 19 % du chiffre d’affaires total de la société (10,948 milliards de dollars US).
Ses principaux concurrents sur ce segment de marché comprennent:
- Ericsson, Nokia Siemens Networks, Alcatel-Lucent et Motorola pour les réseaux d'opérateurs,
- Cisco Systems, Avaya et Siemens Enterprise Networks pour les réseaux d'entreprises.

De plus, il peut être selon le cas partenaire ou concurrent de grands intégrateurs systèmes internationaux comme HP, IBM ou EMC.
Environ un tiers des 33 000 employés du groupe sont affectés à cette activité au niveau mondial, dont environ 2.200 pour les services de Support Technique et 600 professionnels employés sur un ensemble de centres de gestion de réseaux (Network Operation Center ou « NOC ») répartis sur trois plaques régionales à Raleigh (aux États-Unis), Londres (au Royaume-Uni) et à New Delhi (en Inde). En mai 2007, le groupe canadien a également annoncé l’ouverture d’un centre en Turquie et d’un autre centre prévu en Allemagne pour l’hébergement d’applications pour entreprises et opérateurs.

#### Principaux clients
Le groupe canadien possède plus de 15 ans d’expérience dans la gestion de réseaux clients et a signé plus d’une centaine de contrats de services managés pour des clients multi-constructeurs. Le groupe de motorisation Rolls Royce (encadré), l'équipementier automobile américain Johnson Controls, l’opérateur mobile indien Bharti Airtel (avec qui il a reçu pour ce projet un prix aux « 2007 Outsourcing Excellence Awards »), le numéro un mondial de la CAO électronique Cadence Design Systems, le groupe hospitalier Continuum Health Partners (en), le leader mondial de la photographie et de l’imagerie Eastman Kodak, le réseau judiciaire unifié de New York (New York Unified Court System), l’opérateur GISAD Telekom en Turquie (mai 2007), l’opérateur britannique Thus (en) (mai 2007) sont quelques-uns des clients qui utilisent les services de gestion de réseaux de Nortel afin de réduire le risque et les coûts d’exploitation et de contrôle.

### Solutions Nortel pour les administrations
En 2005, Nortel a fait l'acquisition de la société PEC Solutions, Inc. maintenant connue sous le nom de Nortel Government Solutions Incorporated, ou NGS, spécialisée dans les services informatique & télécoms à destination des administrations fédérales, collectivités locales et états sur le territoire américain. Nortel a regroupé au sein de cette filiale séparée, en propriété exclusive, toutes les activités d'exploitation sensibles liées aux technologies et aux prestations de services destinées aux institutions publiques (ministères et grandes administrations gouvernementales, secteur de la défense) sur le territoire américain et ailleurs dans le monde.
Nortel est par exemple le principal partenaire industriel de BT qui a été retenu en juin 2005 dans le cadre d’un marché de 1,5 Mds £ pour construire un nouveau réseau de communication national voix et données sécurisé destiné au ministère de la Défense (MOD) et aux forces armées britanniques.
Aux États-Unis, l’U.S. Air Force ainsi que le département de la Défense (DoD) utilisent de même des solutions de communications de Nortel dans plus de 50 États et à l’international.
Un consortium emmené par Nortel Government Solutions a été retenu en juillet 2007 pour remplacer le réseau téléphonique de la sécurité sociale américaine sur près de 1 600 sites et déployer un centre de contact multimédia de 55 000 agents. Ce projet de téléphonie sur IP est l'un des plus importants dans le monde (300 millions de dollars).

## Principaux partenaires
Nortel a signé des accords stratégiques avec des sociétés ayant un savoir-faire reconnu dans certaines activités complémentaires (logiciels, électronique, services) : IBM, LG Electronics, Microsoft, Dell et quelques autres.
Ces accords sont appréciés notamment des grandes entreprises qui recherchent des solutions pré-intégrées et « plug and play » pour les centres de données. Ces derniers font appel à de multiples technologies : informatique, stockage, centralisation des services de fichiers (ex. WAFS), sécurité des réseaux, partage de charge, applications de travail collaboratif et de téléphonie sur IP, commutation, réseaux optiques…

### Accord avec IBM
En 2005, IBM et Nortel ont conclu une alliance internationale qui vise à fournir de nouveaux produits et services aux entreprises et aux opérateurs de télécommunications. Cet accord, à la fois technologique et commercial, existe depuis plus de dix ans sur plusieurs segments de marché, et il a été étendu ensuite à d’autres domaines.

#### Marché des entreprises
Sur le marché des entreprises, l’alliance Nortel-IBM portait sur trois axes principaux :
- Solutions conjointes : Les deux sociétés combinent les logiciels et services de Nortel avec les logiciels, matériels et services d’IBM pour adresser différents segments de marché. Nortel a développé des technologies voix et/ou données spécifiques qui sont intégrées dans les serveurs et les logiciels d’IBM : commutateurs pour IBM blade center, logiciels de communications etc.
- Accès au marché : les deux sociétés comptent s’appuyer sur le réseau de 35 000 vendeurs IBM pour adresser un volume de clients plus important et ouvrir de nouveaux marchés aux solutions de Nortel et d’IBM.
- Services d’intégration : la division Global Services d’IBM et son équivalent chez Nortel se complètent pour faciliter les déploiements de solutions clients dans le domaine de la convergence des réseaux. Un certain nombre de nouvelles offres étaient en cours de définition au cours de l’année 2007 en se concentrant sur les atouts des solutions de Nortel et d’IBM : la téléphonie sur IP, les communications unifiées, le travail collaboratif, les centres de contact et la convergence des réseaux voix-données d’une manière générale. IBM est certifié par Nortel Networks Global Service Partner sur le plan national et international. La compagnie propose différents services portant sur la gestion de la qualité de service, la sécurité et la disponibilité des infrastructures réseaux et télécoms.

#### Marché des opérateurs
Sur le marché des opérateurs, la relation Nortel-IBM comporte également plusieurs dimensions, autour de l’intégration d’une solution conjointe compatible avec l’architecture standardisée 3GPP IP Multimedia Subsystem (IMS) et s’appuyant sur SOA, ceci permet aux clients opérateurs de réduire de manière significative les temps de déploiements et de simplifier la mise sur le marché de nouveaux services.

### Accord avec LG Electronics
Le 3 novembre 2005, Nortel a formé une coentreprise avec le groupe LG Electronics, nommée LG-Nortel, qui associe les équipements de télécommunications de LG Electronics aux activités de distribution, de marketing et de services de Nortel.

### Accord avec Microsoft
Le 18 juillet 2006, Nortel et l'éditeur de logiciels Microsoft ont annoncé la conclusion d’un accord stratégique, connu sous le nom de « Innovative Communications Alliance (ICA) », ayant pour but de développer et commercialiser ensemble de nouveaux produits destinés aux entreprises et aux opérateurs de télécommunications, en premier lieu dans le domaine des communications unifiées.

## Annexe